# الطريق الأوروبي E28
الطريق الأوروبي E28 هو طريق وسيط بين الغرب والشرق في شبكة الطرق الأوروبية الدولية. بدءًا من الطريق السريع 10 (ألمانيا) في ألمانيا، يمتد من الغرب إلى الشرق بطول 1230 كم (760 ميل) إلى مينسك ببيلاروسيا.